# Charles Achard (Mediziner)

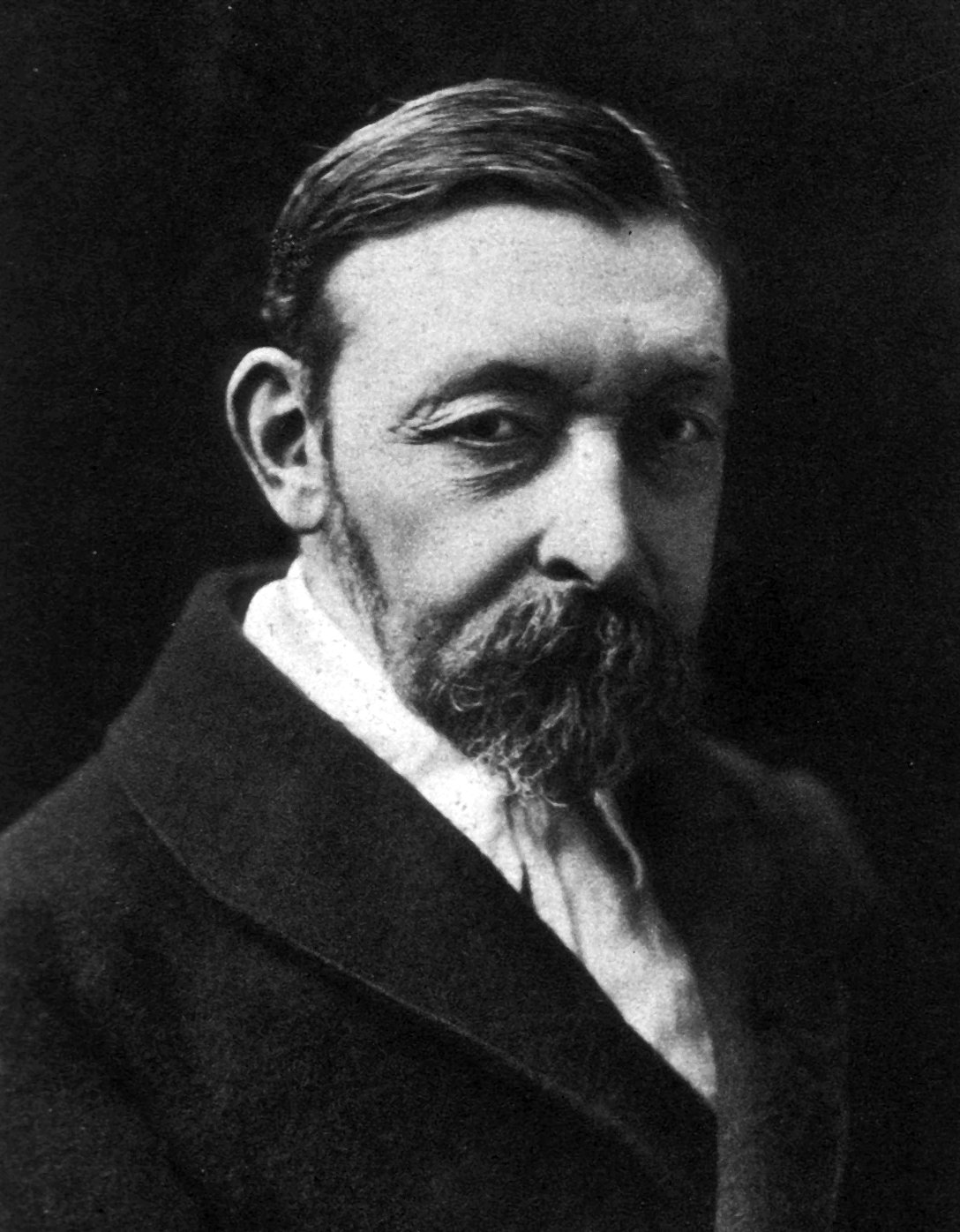
Emile Charles Achard

Émile Charles Achard (* 24. Juli 1860 in Paris; † 7. August 1944) war ein französischer Arzt.

## Leben
Achard studierte Medizin in Paris und wurde 1887 promoviert (Les fonctions du foie). 1893 wurde er Krankenhausarzt in Paris (Médecin des Hôpitaux) und 1895 Agrégé.1897 bis 1907 war er am Hôpital Tenon und 1907 bis 1919 am Hôpital Necker. Er wurde Professor für Pathologie und war ab 1919 bis 1929 Professor für innere Medizin in Paris am Hôpital Beaujon und war 1929 bis 1934 Professor am Hôpital Cochin.
Er beschrieb 1896 mit Raoul Bensaude (1866–1938) Paratyphus, führte den Begriff ein und isolierte einen der Erreger (Salmonella paratyphi B).
Achard führte um 1900 eine der ersten Diagnoseverfahren für die Nierenfunktion ein, die darauf beruhte, wie schnell ein Farbstoff (Methylenblau) nach der Injektion im Urin erscheint (Achard-Castaigne-Test bzw. Methylenblauprobe mit Joseph Castaigne (1871–1951)). Er publizierte unter anderem über Europäische Schlafkrankheit und Nephritis (Bright-Krankheit) und erstbeschrieb das Achard-Thiers-Syndrom und das Achard-Syndrom.
Er war seit 1929 Mitglied der Academie des Sciences und Sekretär der Académie des Médecine. Er war Gründungspräsident der französischen Gesellschaft für Neurologie und Kommandeur der Ehrenlegion (1931).

## Schriften
- mit Georges Maurice Debove und Joseph Castaigne: Manuel des maladies du tube digestif. Paris 1907.